# Túnica

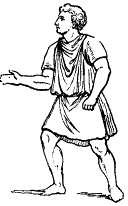
Dibuix de túnica romana

La túnica (en llatí Tunica) va ser una peça de vestir comuna entre els antics grecs i romans.

## Els grecs
El Quitó era la túnica pròpia dels grecs, i n'hi havia de dues classes: el quitó dòric i el jònic. La forma dòrica, portada per homes, era curta i la jònica llarga. La túnica dòria es va estendre finalment a tota Grècia.
Tucídides ja esmenta aquest vestit a Atenes on sembla haver estat introduïda pels jonis d'Àsia i quan encara no es portava al Peloponès. Era el vestit comú dels grecs al segle v aC ja durant les guerres perses i en temps de Pèricles es va imposar el model dòric; la distinció entre els dos models era seguida per les dones. Les verges espartanes no podien portar res més que la túnica (que deixava la part de dalt al descobert) fins i tot quan estaven en companyia dels homes, però en canvi les dones casades havien de portar alguna cosa més a la part de dalt que els tapés els pits.
La túnica jònica podria ser d'origen cari segons Heròdot i dels caris va passar als jonis, que la van exportar a Atenes, on es portava la túnica dòrica que va acabar imposant-se. Els grecs acostumaven a portar alguna cosa més que la túnica, però també es podia portar sola; pels joves portar alguna cosa més era senyal de feminitat.

## Els romans
La túnica romana era el vestit que s'utilitzava normalment i al damunt s'hi portava la toga. Tenien com a model el quitó grec, i es confeccionaven amb dues peces de llana o de lli que es cosien entre elles. Les primeres túniques que es van introduir eren un vestit curt i sense mànigues anomenat Colobium, ja que era considerat efeminat pels homes portar mànigues (manicatae) i fins als peus (talares), segons diu Aulus Gel·li. Juli Cèsar va portar la túnica amb mànigues i durant l'Imperi aquest era el model habitual, amb mànigues i fins als peus.
Tots dos sexes duien túnica, una dins i una fora; un d'ells equival a la moderna samarreta i l'altra a la camisa. Quan els romans van començar a portar dues túniques es creu que es van anomenar subucula i indusium, encara que alguns autors pensen que eren el nom de la túnica d'home i la de dona, però és més probable que fossin la de sota i la del damunt. Interula, paraula d'un origen posterior, s'anomenava a la túnica de tots dos sexes. Totes dues peces eren habitualment de llana, i fins al segle iv no es va utilitzar el lli. Era freqüent portar dues túniques com a protecció contra el fred, i fins i tot se sap que August en portava quatre.
El vestit de l'home consistia generalment però en dues túniques i la toga, i les dones només vestien una túnica i al damunt la stola. Les túniques femenines eren llargues, més que les dels homes, i sempre amb mànigues. Les túniques algunes vegades anaven adornades amb uns objectes daurats anomenats leria. A la cintura, la túnica es lligava amb una faixa, i la roba era més curta o més llarga segons s'estirés o no per damunt del cinturó. Quintilià diu que la túnica només havia d'arribar per sota dels genolls al davant i una mica més avall pel darrere. Quan es feia exercici o quan es viatjava s'acostumava a lligar ben amunt. Aquesta faixa no es portava quan un era a casa seva, però sortir en públic sense ella, com feia Mecenàs, era considerat propi de persones descuidades. Els legionaris portaven una túnica sota l'armadura. La túnica cenyida molt alta i ajustada al cos era pròpia dels esclaus.
La gent pobra que no podia comprar la toga, portava només túnica (al poble senzill se l'anomenava tunicati, contra el poble més ric anomenat togati). Al que portava només la túnica se l'anomenava nudus.
A la celebració del triomf els generals portaven la toga picta i a sota una túnica anomenada tunica palmata o tunica Jovis perquè era una túnica molt ornada amb la que estava vestit l'estàtua de Júpiter que es guardava al Capitoli. Túniques d'aquesta mena les entregava el senat romà als reis estrangers com a regal.
Alguns tipus de túniques posteriors s'anomenaven abaia, gonella, etc.